# Walter Ruttmann
Walter Ruttmann, gebürtig Friedrich Wilhelm Walther Ruttmann (geboren am 28. Dezember 1887 in Frankfurt am Main; gestorben am 15. Juli 1941 in Berlin), war ein deutscher Kameramann, Filmregisseur und neben Hans Richter der bedeutendste Vertreter des deutschen abstrakten Experimentalfilms.

## Leben
Ruttmann studierte ab 1907 Kunst und Architektur. Seine filmische Arbeit begann er mit experimentellen Kurzfilmen (Lichtspiel Opus I–IV). Für Fritz Langs Die Nibelungen zeichnete er 1924 die „Falkentraum-Sequenz“. 1926 arbeitete er an Lotte Reinigers Scherenschnitt-Animationsfilm Die Abenteuer des Prinzen Achmed mit. Sein filmhistorisch bedeutendstes Werk ist der 1927 entstandene Montagefilm Berlin – Die Sinfonie der Großstadt. Der Film dokumentiert einen Tagesablauf der Metropole Berlin in rhythmisch geschnittener Dynamik.
Walter Ruttmann war auch der Regisseur des ersten abendfüllenden deutschen Tonfilms, der unter dem Titel Deutscher Rundfunk am 31. August 1928 zur Eröffnung der 5. Großen Deutschen Funkausstellung in Berlin uraufgeführt wurde. Mit seiner Tonmontage Weekend (1930) leistete Ruttmann auch einen bedeutenden Beitrag zur Entwicklung des Hörspiels.
Ab 1933 passte Ruttmann sich den Konventionen der nach der Machtübernahme Hitlers nationalsozialistisch geprägten UFA an, drehte 1933 den Propagandafilm Blut und Boden und schuf zuletzt kurze Dokumentarfilme und nationalsozialistische Kriegspropaganda. Leni Riefenstahl wurde durch Ruttmanns Schnitttechnik und sein Gespür für Rhythmus inspiriert und zog ihn zur Mitarbeit an ihrem Werk Triumph des Willens (1935) heran.
Walter Ruttmann starb 1941 in Berlin nach einer Operation an den Folgen einer Embolie.

## Werke

### Filme
- 1921: Lichtspiel opus 1
- 1921: Lichtspiel opus 2[3]
- 1922: Der Sieger
- 1924: Lichtspiel opus 3
- 1925: Lichtspiel opus 4
- 1927: Berlin – Die Sinfonie der Großstadt
- 1928: Deutscher Rundfunk (Tonfilm; später unter dem Titel Toki. Der erste Ton-Kino-Spielplan der Tri-Ergon-Musik A.G. aufgeführt)
- 1929: Melodie der Welt
- 1929: Des Haares und der Liebe Wellen
- 1931: Feind im Blut
- 1933: Acciaio / Stahl – Arbeit macht glücklich
- 1933: Blut und Boden
- 1934: Altgermanische Bauernkultur
- 1935: Metall des Himmels
- 1935: Stuttgart, die Großstadt zwischen Wald und Reben
- 1936/1937: Mannesmann
- 1938: Im Dienste der Menschheit
- 1938: Im Zeichen des Vertrauens
- 1938: Henkel – Ein deutsches Werk in seiner Arbeit
- 1940: Deutsche Waffenschmieden
- 1940: Deutsche Panzer

### Hörspiele
- 1930: Weekend (> Hören)
- 1998: Walter Ruttmann Weekend Remix. Die Redaktion Hörspiel und Medienkunst lud 1998 internationale Künstler ein, Remix-Versionen von Walter Ruttmanns Weekend für den Bayerischen Rundfunk zu produzieren. Die 11-Minuten-Länge des historischen Originals war die einzige Vorgabe für die Komponisten und Musiker, deren Versionen die Mittel und Möglichkeiten des Prinzips Remix auf ganz unterschiedliche Weise erproben. An dem Remix beteiligten sich unter anderem To Rococo Rot, Klaus Buhlert und Ernst Horn. Der Remix ist als CD beim Label intermedium records erschienen. Als Podcast/Download gibt es ihn im BR Hörspiel Pool.[4]

- 2006: Weekend 2006. Die Redaktion Hörspiel und Medienkunst lud 2006 die fünf Hörspielmacher Ulrich Bassenge, Hermann Bohlen, Martin Conrads, Kalle Laar und Antje Vowinckel ein, je drei kurze Hörstücke in der Tradition Ruttmanns zum Thema „Weekend 2006“ zu produzieren. Gleichzeitig schrieb der BR einen Wettbewerb für andere Hörspielmacher sowie die Radiohörer aus, mit der Vorgabe, eine Montage aus Originaltönen und Geräuschen in einer Länge von höchstens 3 Minuten zu produzieren, die ohne urheberrechtlich geschütztes Tonmaterial auskommt. Als Podcast/Download gibt es die Stücke im BR Hörspiel Pool.[5]